# Peterhofs palats

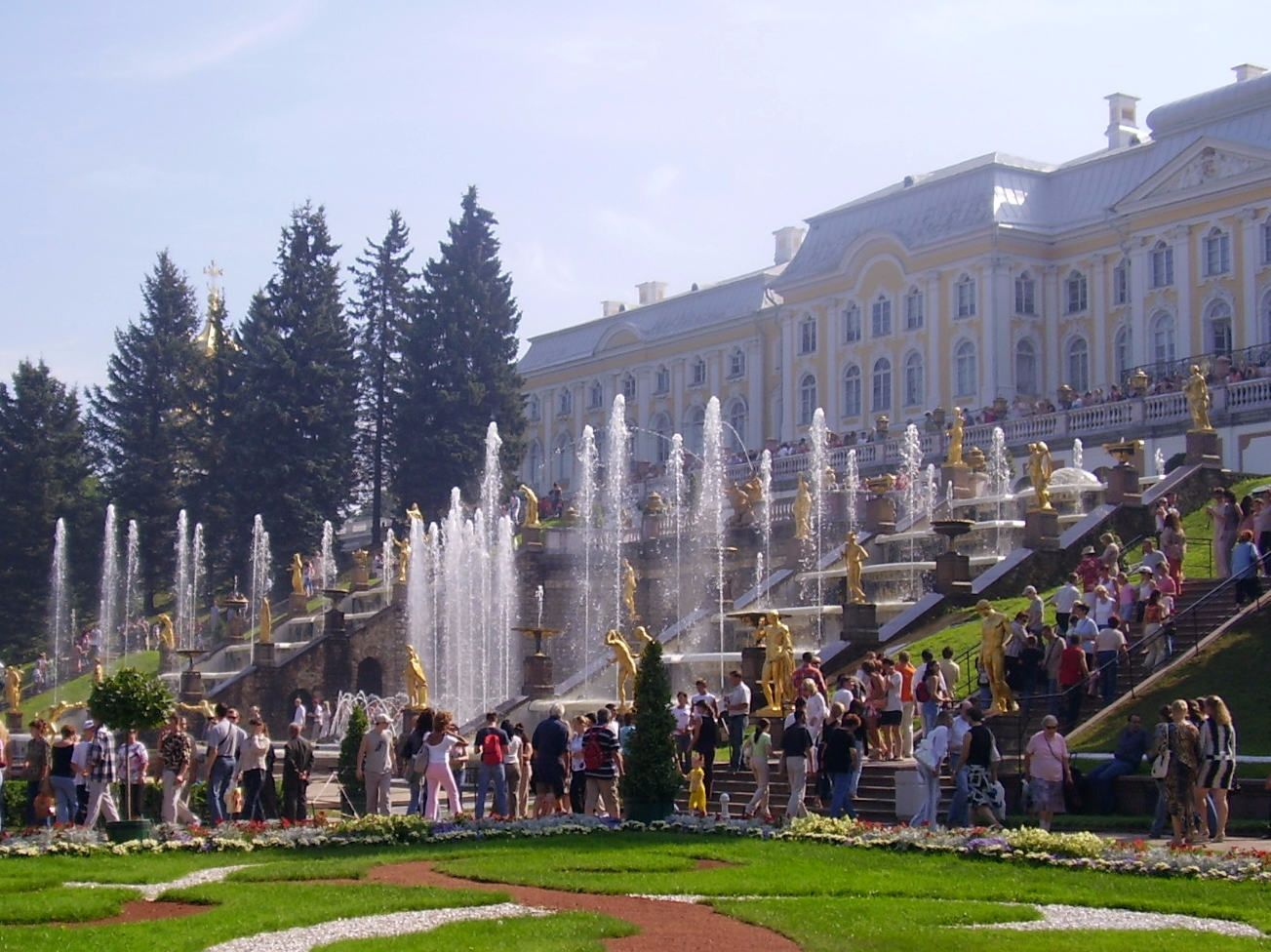
Palatset i Peterhof.

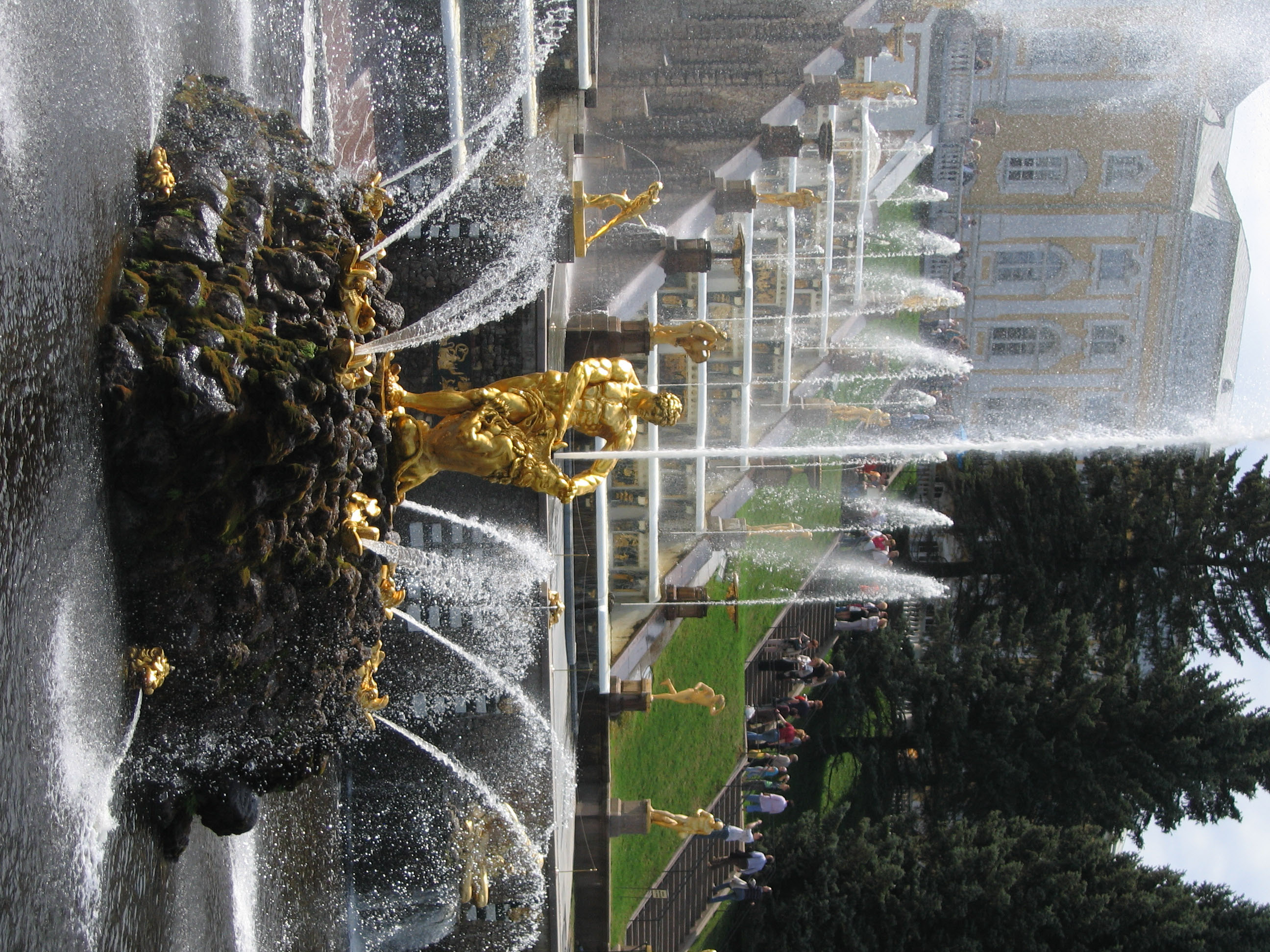
Simson och Lejonet, av Michail Kozlovskij.

Peterhofs palats är ett komplex av palats med omgivande parkanläggningar, beläget i staden Peterhof precis utanför Sankt Petersburg i Ryssland. Det är upptaget på Unescos världsarvslista. Peterhof kallas för Rysslands Versailles och är inte minst känt för alla fontänerna i parkanläggningen.
Anläggningen grundades år 1711 av Peter den store som ett kejserligt palats. Den officiella invigningen ägde rum år 1723. Palatset och parken planerades till stor del av Peter själv, och ett genomgående tema i utsmyckningarna är Rysslands seger i Stora nordiska kriget. Peter den store besökte Versailles 1716, och fick här inspiration och en vilja att Peterhof skulle överglänsa Versailles.

## Stora palatset
Stora palatset ovanför kaskaden var Peter den stores sommarresidens. 1714 började arbetet med att anlägga palatset. Det är ritat av Le Blond, Barunstein och Micchetti, och stod färdigt 1724. Stora palatset användes dock inte av Peter den store, som bodde i Monplaisir när han vistades i Peterhof.
Anna Ivanovna använde palatset och lät fortsätta byggnationerna under 1730-talet. Peterhof är kanske mest känt från kejsarinnan Elisabet I:s regeringstid, då Elisabet använde palatset som sommarbostad mellan 1741 och 1762.
1747–1755 förlängdes palatset, och fick en ytterligare våning, av den italienske arkitekten Bartolomeo Rastrelli, på uppdrag av Peter den stores dotter Elisabet I. Palatset är idag 300 meter långt.
Efter Elisabets död 1762 användes Peterhof oregelbundet; följande regenter hade andra sommarresidens, men besökte Peterhof vid sällsynta tillfällen och bidrog till att bygga till det.
Efter ryska revolutionen 1917 blev Peterhof ett museum. Det förstördes 1944 under den tyska ockupationen, men återuppfördes efter kriget.

## Galleri av Stora Palatset

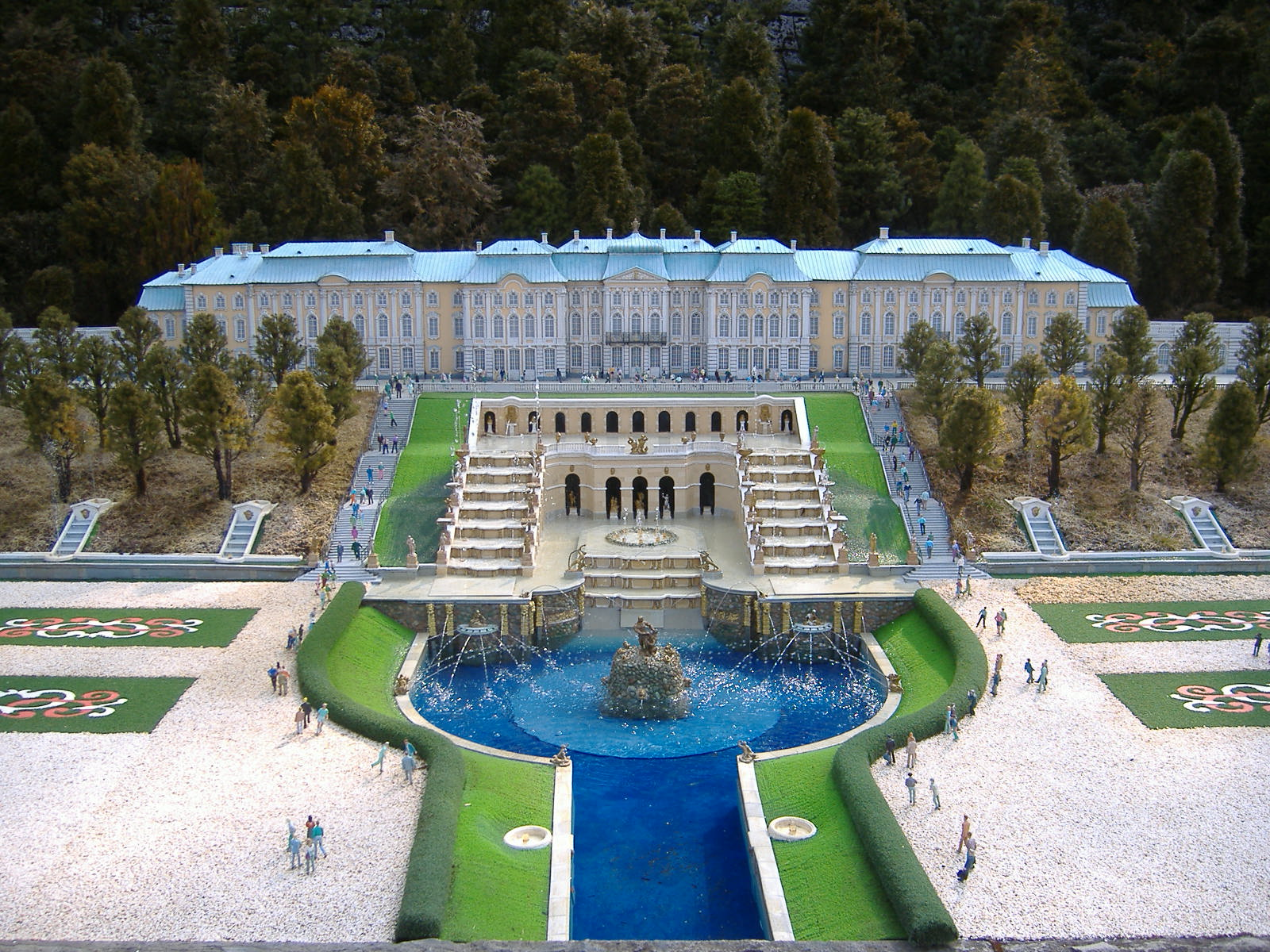
Peterhof.
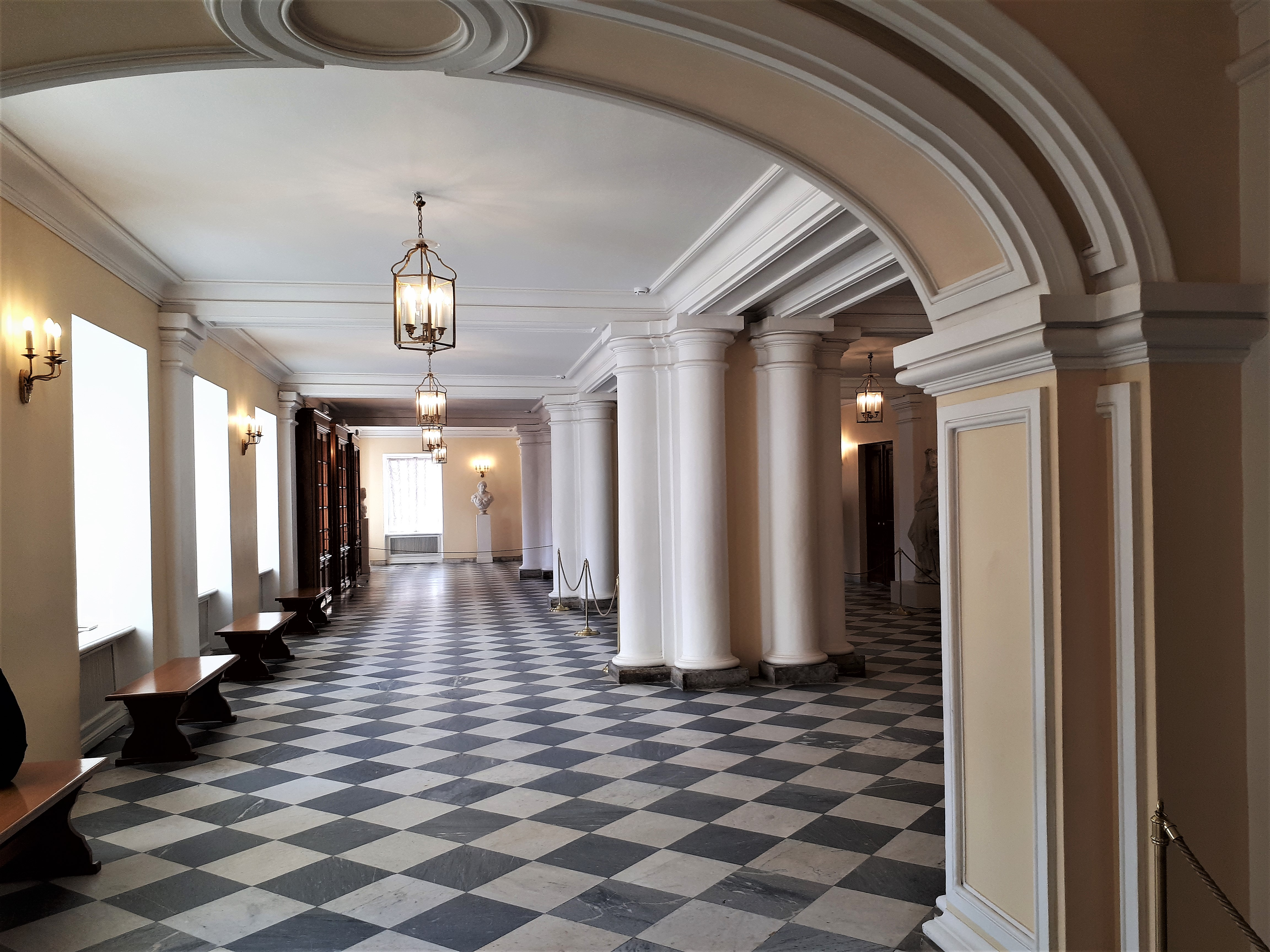
Peterhof.
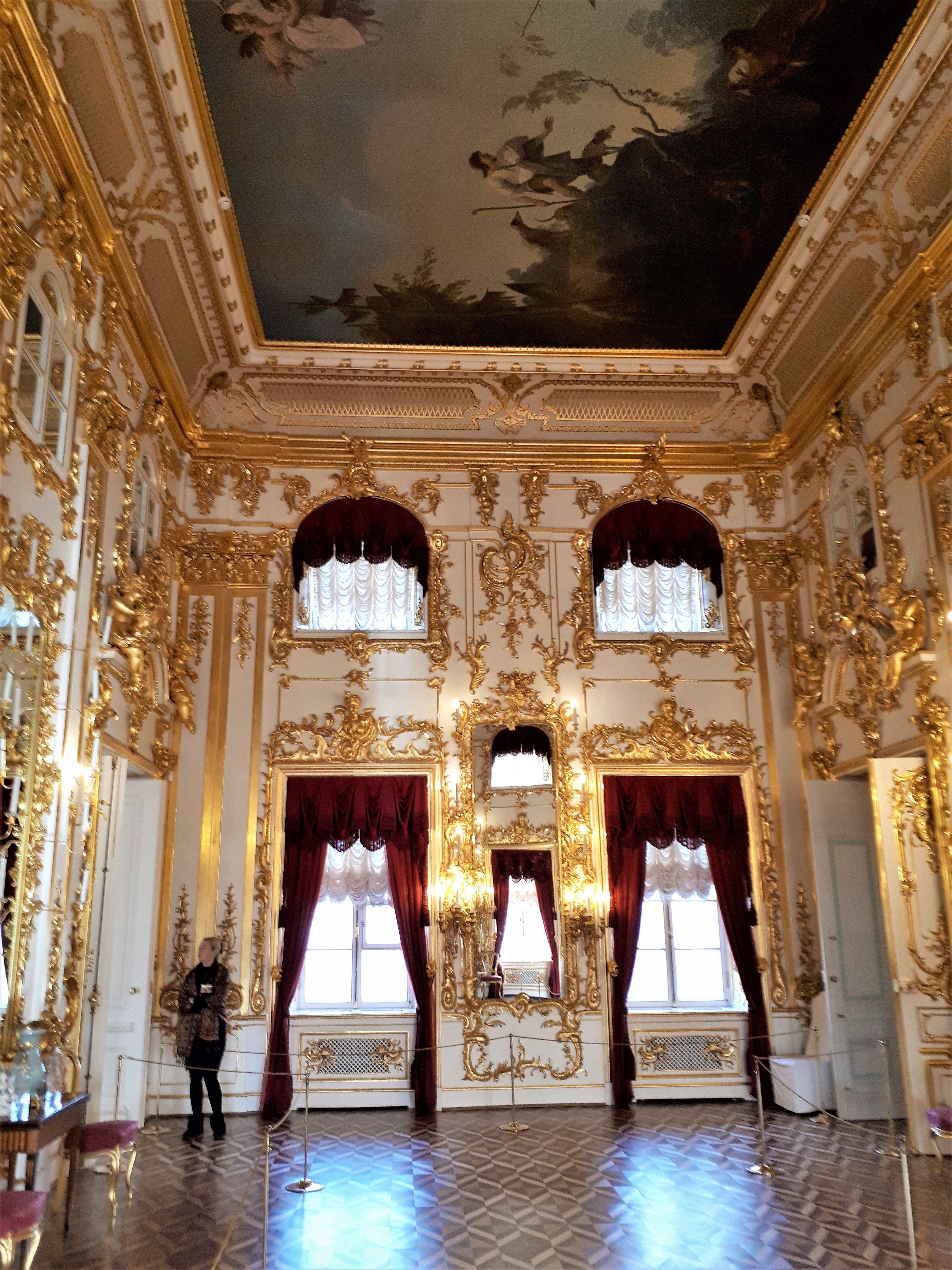
Peterhof, audienshallen
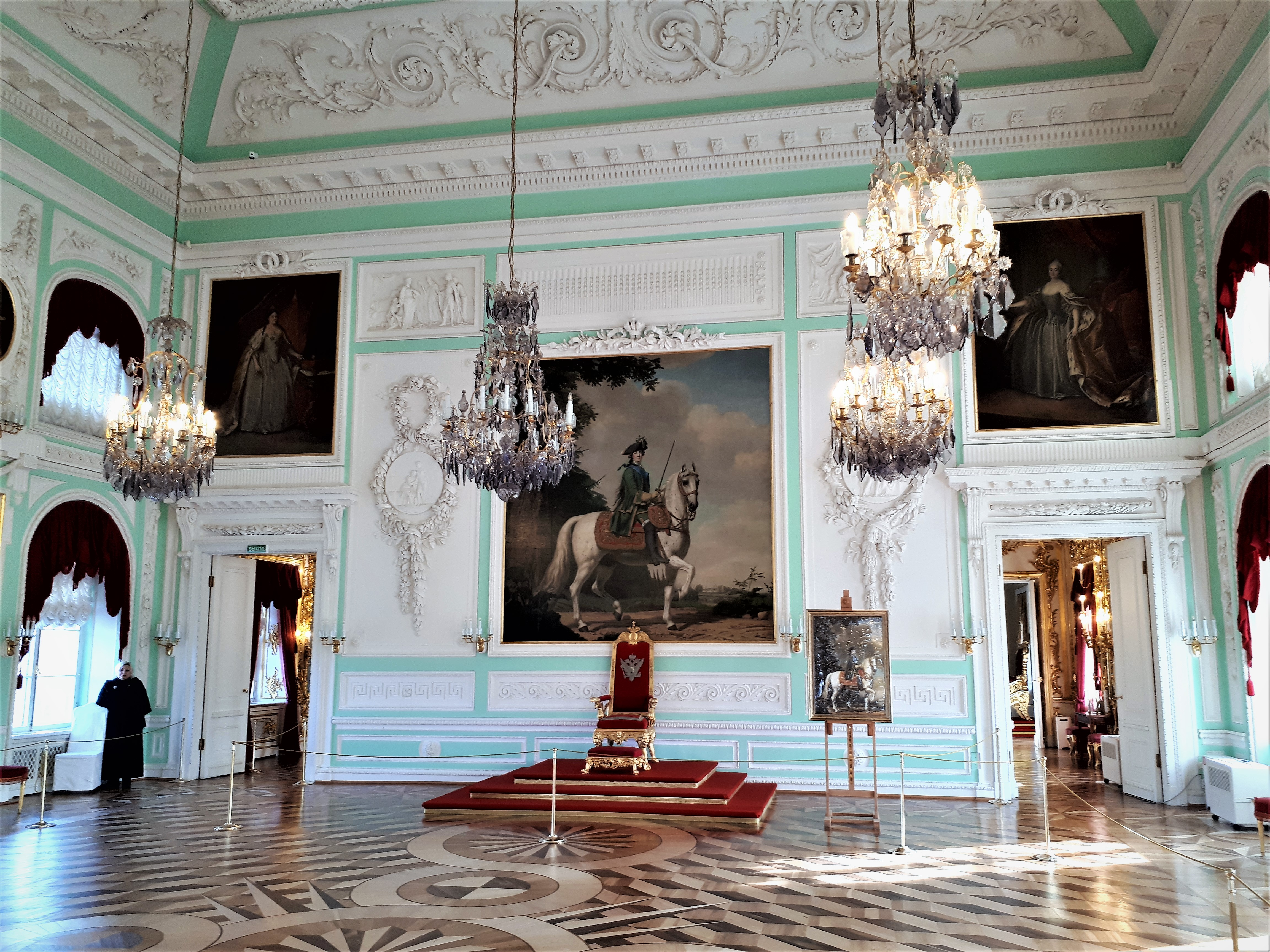
Peterhof: tronhallen.
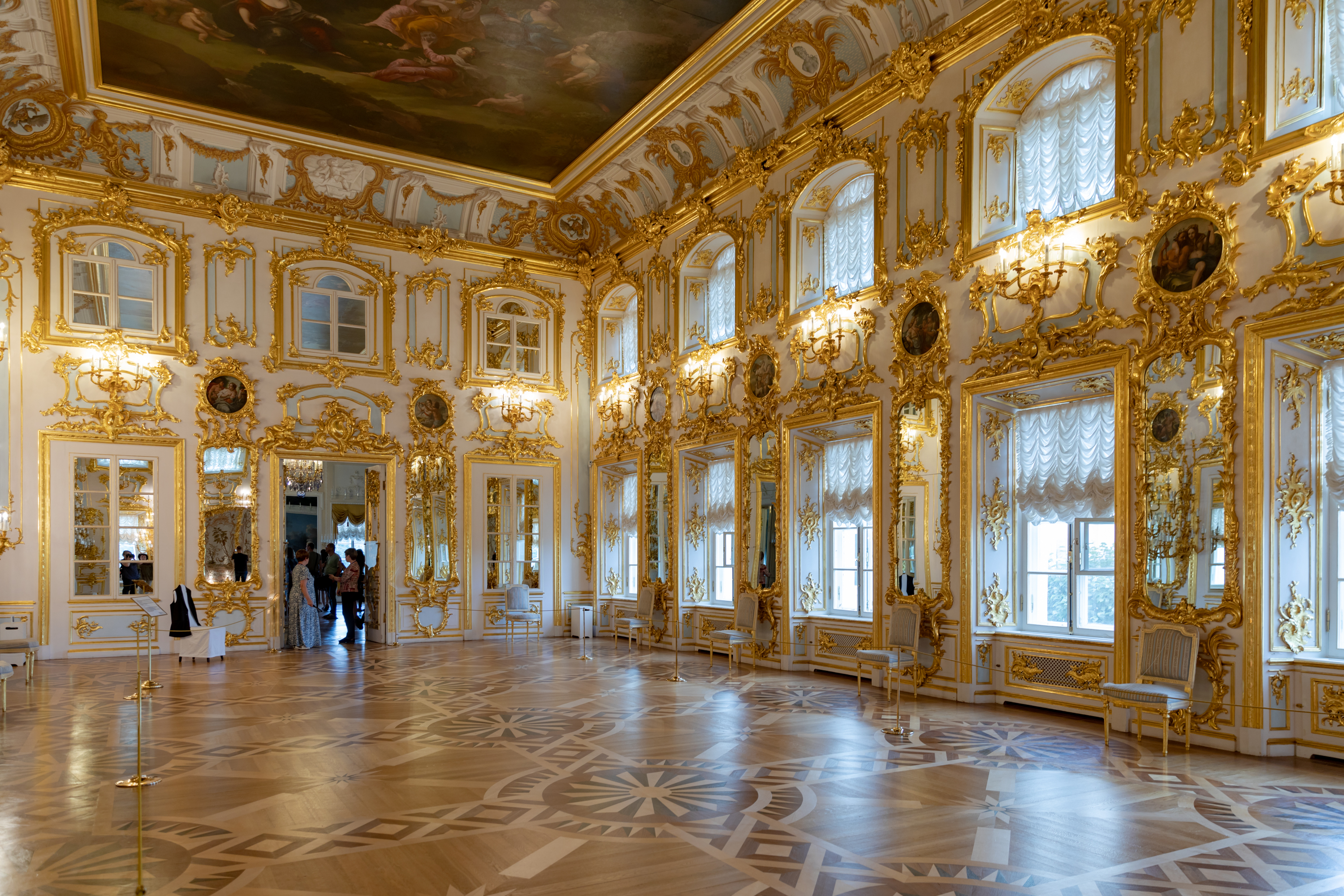
Interiör.
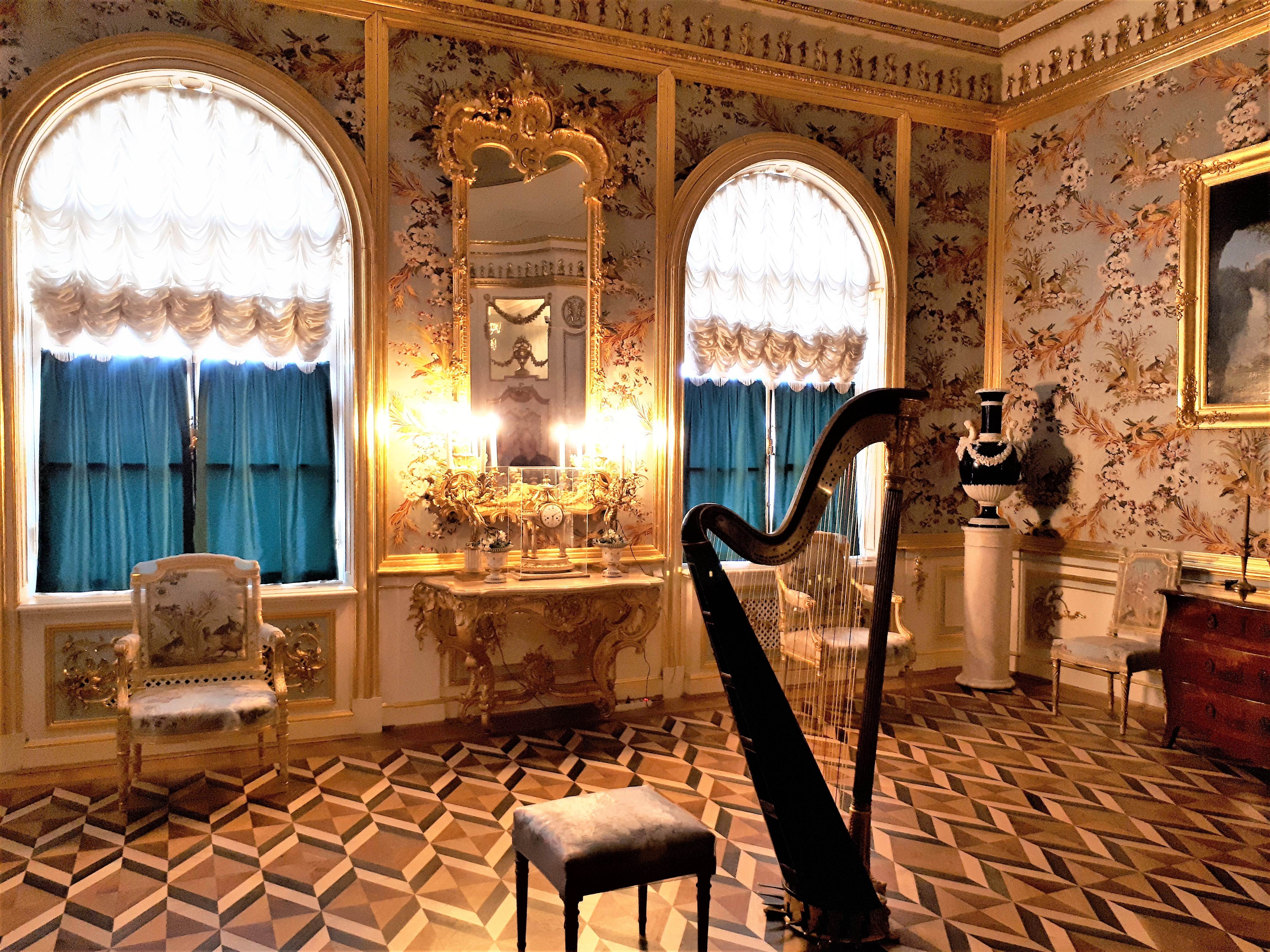
Peterhof.

## Parkanläggningen
Peterhofs parkanläggning består av trädgårdar i Versaillesstil, och är framförallt känd för alla sina fontäner, 176 stycken, och 4 kaskader. Fontänerna drivs med självtryck av vatten som via kanaler och slussar leds ned från ett vattendrag som ligger högre upp vid den brant som palatset ligger vid. Mest känd är Stora kaskaden, en magnifik vattentrappa nedanför palatset, bestående av 64 fontäner och 37 förgyllda bronsskulpturer. Den mest kända skulpturen föreställer Simson som bänder upp Lejonets gap, ur vilket en 20 meter hög vattenstråle sprutar; skulpturen symboliserar Rysslands seger över Sverige i Slaget vid Poltava.
Bland övriga fontäner finns triton- och lejonfontäner, drakfontäner med schackbrädetrappa, och mindre fontäner med pojkar med fiskstjärtar som blåser vattenstrålar genom snäckor. De romerska fontänerna skapades av Ivan Blank 1738–1739. Marmorfontänerna med två avsatser inspirerades av en fontän på Petersplatsen i Rom.
I trädgårdarna finns ett antal byggnader, bland annat paviljongerna Monplaisir (1714–1723), Marly (1720–1723), Eremitaget och ett stort växthus.

## Galleri av parkanläggningen

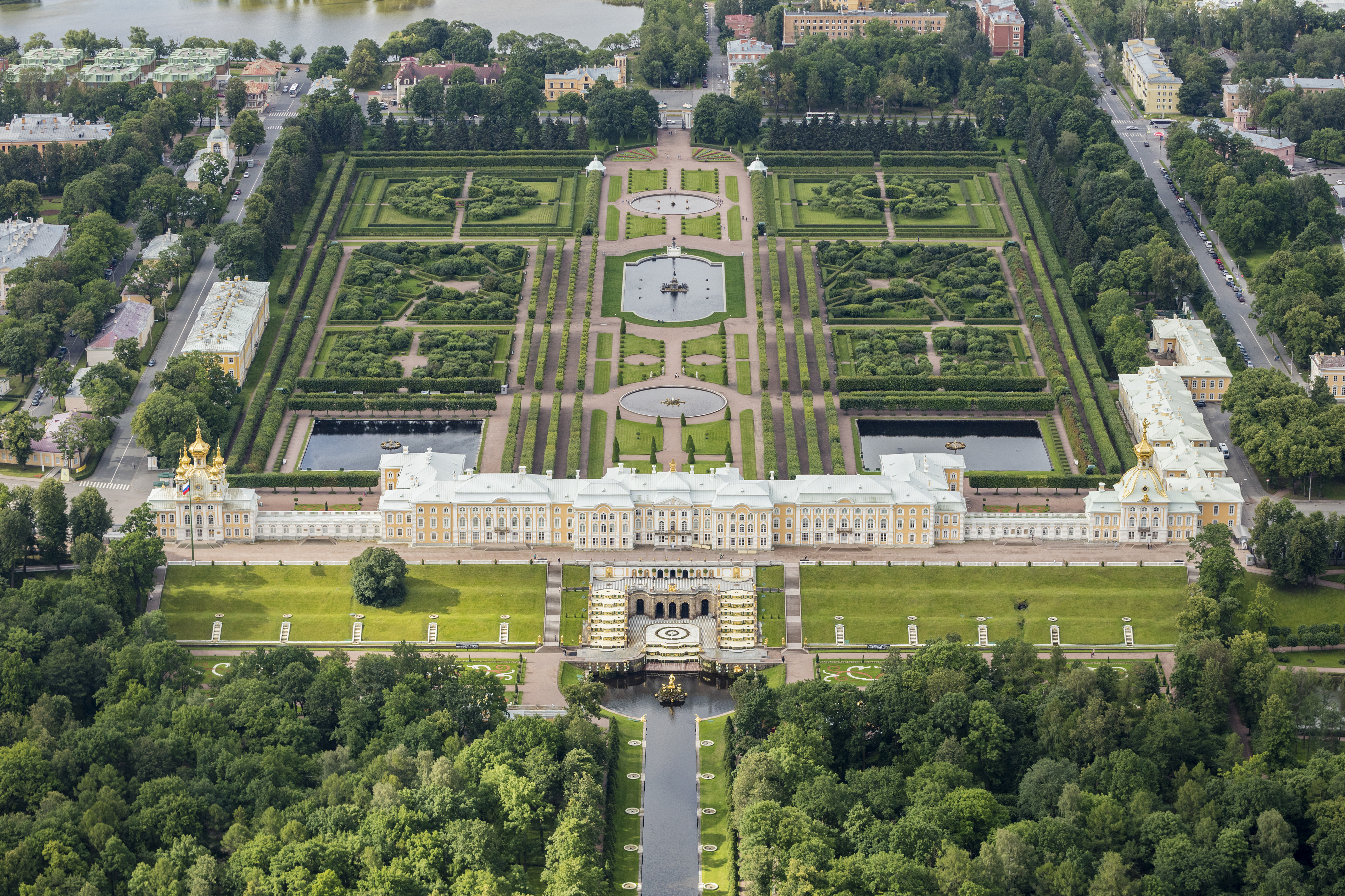
Palatset Peterhof, i Sankt Petersburg, Ryssland.
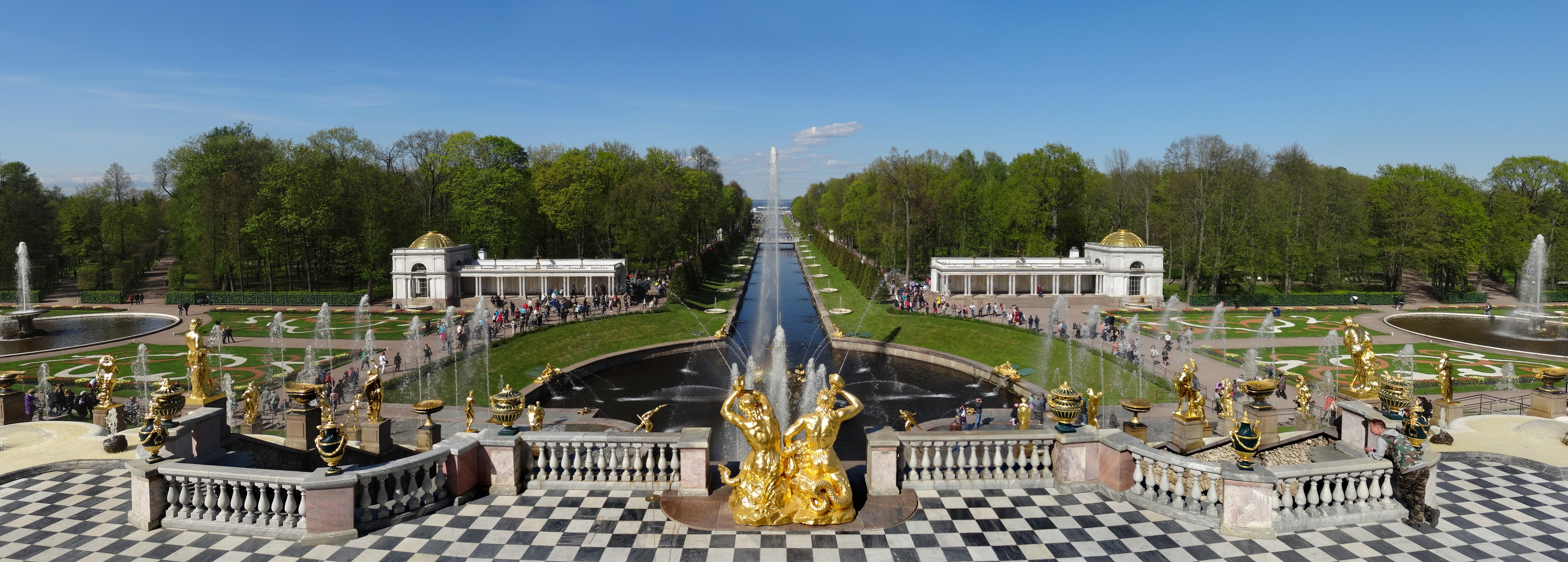
Peterhof, Stora kaskaden.